# Frieda Belinfante
Frieda Belinfante, född den 10 maj 1904 i Amsterdam, död den 5 mars 1995 i Santa Fe i New Mexico, var en holländsk cellist, dirigent, en lesbisk förebild och en medlem av motståndsrörelsen i Holland under andra världskriget.
Efter att Belinfantes motståndgrupp avslöjats, klädde hon ut sig till man och flydde över Alperna till Schweiz. 
1947 emigrerade Belinfante till USA där hon fortsatte sin musikkarriär. Hon grundade bland annat Orange County Philharmonic.
Belinfante har beskrivit sitt liv i en intervju av United States Holocaust Memorial Museum.
Dokumentären ...But I Was a Girl handlar om Belinfante.